# Zijklepmotor
Een zijklepmotor is een type viertaktmotor waarbij de in- en uitlaatkleppen naast de cilinder staan.
De eerste viertaktmotoren - in de eerste helft van de twintigste eeuw - kenden deze techniek, die een aantal duidelijke voor- en nadelen heeft. Ook worden wel de termen SV (Side Valves), L-head of flathead en, in Franstalige landen, "Lateral" gebruikt. Zijklepmotoren worden - met uitzondering van enkele aggregaten - vrijwel niet meer geproduceerd.

## Voordelen
- compacte constructie van de cilinderkop
- onderliggende nokkenas

## Nadelen
- lage compressieverhouding door grotere verbrandingsruimte
- grotere kans op zelfontbranding (detonatie)
- ongelijkmatige verbranding

In de jaren twintig, toen kopklepmotoren in zwang kwamen, werden deze voor veel toepassingen echter nog als nadelig beschouwd: ze waren duur om te maken, moeilijk te onderhouden en leverden een lager koppel dan zijklepmotoren. In veel gevallen gebruikten fabrikanten van auto's en motorfietsen de kopklepmotoren alleen voor sportieve modellen, en produceerden ernaast ook nog zijklepmotoren voor meer toeristisch gebruik.